# Operação Conexão Mônaco
Operação Conexão Mônaco é uma operação da Polícia Federal do Brasil deflagrada no dia 2 de julho de 2015. A operação representa a 15.ª fase da Operação Lava Jato. O ex-diretor da Petrobras, Jorge Luiz Zelada, foi preso na operação. Zelada foi levado para Superintendência da Polícia Federal em Curitiba.
Zelada foi o sucessor de Nestor Cerveró e atuou na área Internacional da Petrobras entre 2008 e 2012. Acusado de receber propina, Cerveró também esteve preso no Complexo Médico-Penal, sendo solto após o acordo de delação premiada e se comprometer a devolver 17 milhões de reais aos cofres públicos.

## Mandados
Diversos policiais federais cumpriram ao total quatro mandados de busca e apreensão, três no Rio de Janeiro e um em Niterói; e um mandado de prisão preventiva no Rio de Janeiro. Os investigados responderão pelos crimes de corrupção, fraude em licitações, desvio de verbas públicas, evasão de divisas e lavagem de dinheiro. O preso, Jorge Zelada, foi levado para a Superintendência da Polícia Federal em Curitiba, Paraná.